# Melanagromyza oculata
Melanagromyza oculata este o specie de muște din genul Melanagromyza, familia Agromyzidae, descrisă de Mitsuhiro Sasakawa în anul 1963. Conform Catalogue of Life specia Melanagromyza oculata nu are subspecii cunoscute.